# کتابخانه ملی کشاورزی آمریکا

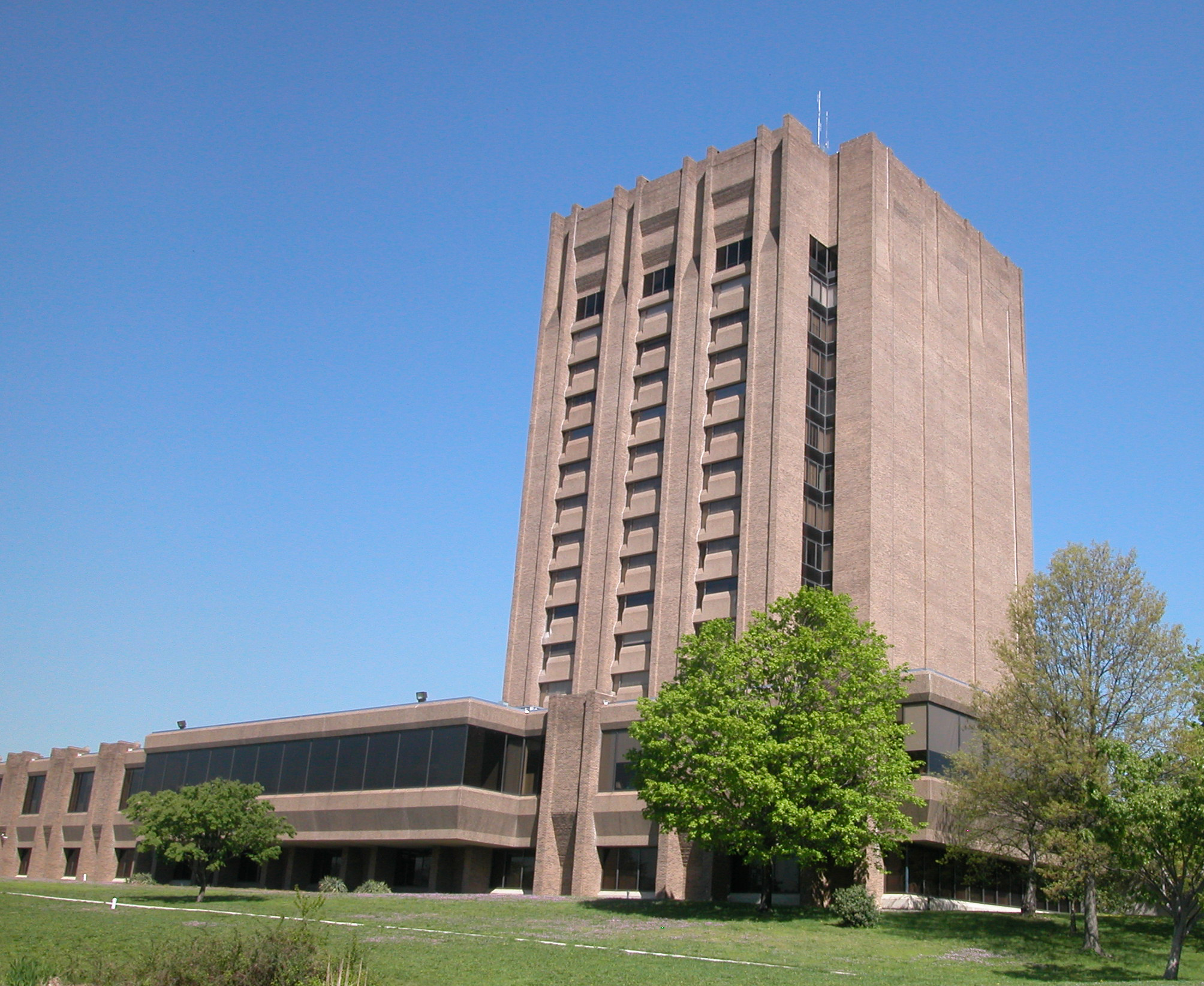
ساختمان آبراهام لینکلن در کتابخانه ملی کشاورزی ایالات متحده

کتابخانه ملی کشاورزی آمریکا (NAL) وابسته به وزارت کشاورزی این کشور است و یکی از بزرگ‌ترین و دسترس‌پذیرترین کتابخانه‌های پژوهش کشاورزی و منبع اصلی فراهم آوری اطلاعات در حوزه صنایع غذایی، کشاورزی و منابع طبیعی در ایالات متحده آمریکا به‌شمار می‌رود. کارکنان متخصص این کتابخانه، در ارائه خدمات اطلاعاتی و کارکردهای فناوری اطلاعات نقش رهبری را به عهده دارند. با داشتن مجموعه ای بالغ بر ۳/۵ میلیون منبع اطلاعاتی (اعم از کاغذی و الکترونیکی) این کتابخانه به عنوان یکی از برجسته‌ترین کتابخانه‌های مطرح جهان در حوزه کشاورزی است. به علاوه، ارتباط با جامعه بین‌المللی کشاورزی نیز به اهمیت آن افزوده است. در سال ۱۹۶۲ کتابخانه وزارت کشاورزی آمریکا به کتابخانه ملی کشاورزی تبدیل شد.

## کتابخانه ملی کشاورزی آمریکا
از سال ۱۹۶۹، کتابخانه ملی کشاورزی در واشینگتن، حومه کلمبیا در مجاورت بلتس‌ویل مریلند در وزارت کشاورزی آمریکا (USDA) در مرکز پژوهش کشاورزی واقع شده است. در سال ۲۰۰۰، ساختمان ۱۵ طبقه این کتابخانه به پاس زحمات آبراهام لینکلن رئیس‌جمهور آزادی‌خواه آمریکا به نام وی نام گذاری شد. کتابخانه ملی کشاورزی براساس مصوبه سنای آمریکا به عنوان مهم‌ترین مرجع اطلاعات کشاورزی ایالات متحده مطرح است. کنگره مسئولیت‌ها و وظایفی را به شرح زیر به این کتابخانه محول کرده است:
1. فراهم‌آوری، نگهداری و مدیریت مواد و منابع اطلاعات کشاورزی و علم وابسته؛
2. سازماندهی و ارائه خدمات اطلاع‌رسانی کشاورزی؛
3. فراهم‌آوری اطلاعات کشاورزی و خدمات و محصولات اطلاعاتی از ایالات متحده آمریکا و سراسر جهان؛
4. برنامه‌ریزی، هماهنگی و ارزیابی نیازهای اطلاعاتی مرتبط با حوزه آموزش و پژوهش کشاورزی؛
5. توسعه خدمات اطلاعاتی موضوعی ویژه از طریق ایجاد هماهنگی با انجمن‌های کشاورزی و کتاب برای اطلاع‌رسانی.

## مجموعه کتابخانه
کتابخانه ملی کشاورزی اداره یکی از بزرگ‌ترین و دسترس‌پذیرترین مجموعه‌ها و پایگاه‌های اطلاعاتی در حوزه کشاورزی در سطح جهان را بر عهده دارد. دارای ۱۷۰۰۰۰۰ جلد منابع مربوط به کشاورزی و علوم وابسته به‌ویژه در گیاه‌شناسی، جانورشناسی، شیمی، و دامپزشکی، جنگل‌داری، بیماری‌شناسی گیاهی و کشاورزی عمومی است. گستره، عمق، اندازه و دامنه مجموعه این کتابخانه با بیش از ۳/۵ میلیون رکورد اطلاعاتی در قفسه‌هایی با طول ۴۸ مایل است. نمایهٔ کلیه مجلات و کتاب‌های کشاورزی جهان و نیز گزارش‌های دولتی ایالات متحده آمریکا را دربارهٔ کشاورزی، مواد غذایی، تغذیه، اقتصاد کشاورزی و بسیاری از رشته‌های وابسته را دارا می‌باشد. مجموعه منابع اطلاعاتی این کتابخانه به ۷۰ زبان مختلف می‌باشد به این سبب منبعی قابل اتکا در دسترسی به متون کشاورزی جهان است.

## خدمات کتابخانه
کتابخانه ملی کشاورزی از طریق ارائه خدمات مبتنی بر فناوری، امکان دسترسی دیجیتالی سریع به گستره وسیعی از مجموعه متون علمی، متون چاپی و تصاویر را فراهم می‌آورد. این کتابخانه علاوه بر ارائه خدمات تخصصی قابل دسترس در شبکه اینترنت، خدمات شبکه ای به شکل سنتی را برای مشتریان ارائه می‌کند. برخی از این خدمات عبارتند از: آموزش متقاضیان برای شناسایی، مکان‌یابی و دسترسی به اطلاعات مورد نیاز. این کتابخانه در افزایش میزان دسترسی آزاد و مردمی به اطلاعات کشاورزی و شناسایی فناوری‌های نوین در راستای استفاده از خدمات سایر موسسات و کتابخانه‌های کشاورزی جایگاه ویژه‌ای دارد. این کتابخانه برای شاخه‌ها و شعبه‌های مختلف وزارت کشاورزی اقدام به راه اندازی خدمات شبکه‌ای کرد به عنوان نمونه، پایگاه اطلاعاتی اگری‌کولا را به وجود آورد که اکنون نمایهٔ کلیه مجلات و کتاب‌های کشاورزی جهان و نیز گزارش‌های دولتی آمریکا را دربارهٔ کشاورزی، مواد غذایی، تغذیه، اقتصاد کشاورزی و بسیاری از رشته‌های وابسته را دارا می‌باشد. این کتابخانه همچنین دارای یک نظام مدرک رسانی است که از طریق آن به ۷ کتابخانه منطقه‌ای دانشگاهی در حوزه کشاورزی خدمات می‌دهد.